# Шевченко, Иван Иванович (поэт)
Иван Иванович Шевченко (укр. Іван Іванович Шевченко; 21 сентября 1902, Павлыш — 22 апреля 1977) — украинский советский поэт-песенник, редактор.

## Биография
Родился 21 сентября 1902 года в селе Павлыш, в семье рабочего-железнодорожника.
Окончил Кременчугский железнодорожный техникум.
Участник Гражданской войны на Украине. Был на подпольной работе. Сражался против вооружённых сил гетманщины, петлюровцев и деникинцев.
В начале 1920-х годов был на руководящей комсомольской работе.
С 1924 года служил в Красном флоте, а после демобилизации работал на разных должностях в колхозе родного села.
Редактировал газеты «Молоде село», «Радянський юнак». Член литературной организации комсомольских писателей Украины «Молодняк». Один из первых редакторов журнала «Молодняк».
Принадлежал к литературной организации крестьянских писателей Украины «Плуг» .
Позже — член Союза писателей Украины.

## Творчество
Печататься начал с 1920 года на страницах газет и журналов «Вісті», «Селянська правда», «Молодняк», «Молодой большевик», «Червоний шлях», «Всесвіт» и др.
Первая книга стихов «Комсомольське» вышла 1925 году.
Поэзия И. Шевченко отражает вдохновлённую героикой комсомольскую юность, пафос социалистического переустройства жизни, выдержана в песенном ключе, некоторые из них стали народными песнями.
Автор сборников стихов «Комсомольське», «Юнкорія», «Червоний пісенник» (1925), «Поезії» (1962).

## Память
В родном селе поэта его именем назван Дворец культуры и установлена мемориальная доска.